# Early Winter
«Early Winter»(с англ. — «Ранняя зима») ― сингл американской певицы Гвен Стефани с ее второго студийного альбома The Sweet Escape. Песня была выпущена в Европе в качестве пятого и последнего сингла альбома 18 января 2008 года лейблом Interscope Records. Песня получила в целом положительные отзывы музыкальных критиков, многие из которых высоко оценили вокальные данные Стефани. Она достигла умеренного коммерческого успеха по всей Европе, достигнув 6-го места в Германии и Словакии, 12-го в Швейцарии и 14-го в Финляндии.

## История создания
Песня была написана Тимом Райс-Оксли, пианистом британской альтернативной рок-группы Keane совместно с Гвен Стефани.

Тим Райс-Оксли рассказал о сотрудничестве: 
«Гвен очень эмоциональный человек. Через 10 минут после того, как мы сели писать, она уже плакала. Я сыграл ей небольшой отрывок песни, над которой работал как раз перед ее приходом, и она сразу расплакалась.»

## Композиция
Песня представляет собой балладу в жанрах софт-рок и синти-поп. Текст основан на проблемах, связанных с концом отношений, Дженнифер Виньярд из MTV описала его как пронзительный текст о паре, чьи отношения близятся к концу. Предполагалось, что песня была отсылкой к отношениям Стефани с ее мужем Гэвином Россдейлом.

## Критика
Песня получила в целом положительные отзывы музыкальных критиков. Энди Батталья с сайта The A.V. Club похвалил вокальную подачу Стефани, сказав, что ее вокал соответствует печальному настроению песни. Ник Левин из Digital Spy оценил песню на 4 звезды из 5, назвав ее забытой классикой и самым трогательным моментом сольной карьеры Стефани на сегодняшний день.
Джон Мерфи из musicOMH назвал песню довольно приятной и высоко оценил ее лирическое содержание, хотя и отметил, что она действительно звучит так, как будто Стефани исполняет песню группы Keane. Алекс Миллер из NME похвалил работу Райса-Оксли и назвал песню потенциальным хитом. Марк Питлик из Pitchfork выбрал песню в качестве одного из самых ярких треков альбом.

## Видеоклип
Музыкальное видео было снято режиссером, Софи Мюллер. Съемки проходили в таких городах, как Будапешт, Милан и Прага, где Стефани ранее гастролировала во время тура Sweet Escape в октябре 2007 года. Оно начинается с черно-белой сцены, в которой Стефани лежит на земле в длинном белом платье. В следующей сцене она идет по улице под красными уличными фонарями.
В следующей сцене Стефани поет под падающими красными перьями в огромном зале. Сцены, где она смотрит на себя в зеркало и медленно падающим снегом, а свет периодически включается и выключается, чередуются на протяжении всего видео. Затем ее показывают на железнодорожной станции, идущей рядом с движущимся поездом. Видео заканчивается тем, что Стефани выбегает из зала.

## Трек-лист
- CD single and digital download[9][10]

1. «Early Winter» (album version) — 4:44
2. «Early Winter» (live) — 6:53

## Чарты
| Чарт (2008)                                | Высшая позиция |
| ------------------------------------------ | -------------- |
| Австрия (Ö3 Austria Top 40)                | 22             |
| Бельгия/Фландрия (Ultratip Bubbling Under) | 10             |
| СНГ (TopHit Airplay)                       | 82             |
| Чехия (Rádio — Top 100)                    | 19             |
| Europe (European Hot 100 Singles)          | 26             |
| Финляндия (Suomen virallinen lista)        | 14             |
| Германия (GfK)                             | 6              |
| Венгрия (Rádiós Top 40)                    | 17             |
| Poland (LP3)                               | 36             |
| Словакия (Rádio — Top 100)                 | 6              |
| Швейцария (Schweizer Hitparade)            | 12             |

| Чарт (2008)                       | Позиция |
| --------------------------------- | ------- |
| Germany (Official German Charts)  | 66      |
| Hungary (Rádiós Top 40)           | 75      |
| Switzerland (Schweizer Hitparade) | 74      |